# 西鴨江町
西鴨江町（にしかもえちょう）は静岡県浜松市中央区の町名。丁番を持たない単独町名である。住居表示未実施。

## 地理
浜松市中央区の中西部に位置する。東で入野町、西で志都呂町・志都呂一丁目・西都台町、南で篠原町、北で大久保町及び神ケ谷町と接する。

### 河川
- 新川
- 東神田川
- 境川

### 学区
小学校・中学校の学区は以下の通りである。
- 浜松市立西都台小学校
- 浜松市立入野中学校

## 歴史

### 沿革
- 1876年（明治9年） - 敷知郡西鴨江村が片草村を編入する[書籍 1]。
- 1889年（明治22年）4月1日 - 町村制の施行により、西鴨江村が周辺の村と合併して敷知郡入野村となる[WEB 8]。旧村名は入野村の大字として残る[書籍 2]。
- 1896年（明治29年）4月1日 - 郡制の施行により、入野村の所属郡が浜名郡に変更となる。
- 1957年（昭和32年）
  - 3月31日 – 入野村が浜松市に編入される。
  - 6月 - 大字西鴨江から西鴨江町へ住所表記を変更する[WEB 9]。
- 1998年（平成10年）11月1日 - 入野町・神ケ谷町・西鴨江町の各一部を合わせて大平台四丁目が新設される。
- 2007年（平成19年）4月1日 - 浜松市が政令指定都市となる。西鴨江町は西区の一部となる。
- 2013年（平成25年）11月1日 - 志都呂町及び西鴨江町の各一部を合わせて志都呂一丁目及び西都台町が新設される。
- 2024年（令和6年）1月1日 - 浜松市の行政区再編により、西鴨江町は中央区の一部となる。

## 施設
- 浜松市立西都台小学校
- 曹洞宗 圓通山 西見寺

## 交通

### 道路
- 静岡県道62号浜松雄踏線（雄踏バイパス）
- 浜松市道西伊場志都呂1号線（雄踏街道）

## その他

### 警察
警察の管轄区域は以下の通りである。
| 番・番地等 | 警察署       | 交番・駐在所 |
| ---------- | ------------ | ------------ |
| 全域       | 浜松西警察署 | 入野交番     |

### 消防
消防の管轄区域は以下の通りである。
| 番・番地等 | 消防署   | 本署/出張所  |
| ---------- | -------- | ------------ |
| 全域       | 西消防署 | 大平台出張所 |

### 書籍
1. ↑  『浜松市史 三』浜松市役所、1980年3月26日、21頁。
2. ↑  『浜松市史 三』浜松市役所、1980年3月26日、176頁。

### WEB
1. ↑  “h02_22.csv”.   総務省 (2022年2月10日). 2024年7月22日閲覧。
2. ↑  “chuouku_menseki.xlsx”.   浜松市 (2024年3月12日). 2024年7月22日閲覧。
3. ↑  “静岡県 浜松市中央区 西鴨江町の郵便番号 - 日本郵便”.   日本郵便. 2025年2月15日閲覧。
4. ↑  “市外局番の一覧”.   総務省 (2022年3月1日). 2024年7月22日閲覧。
5. ↑  “事業所案内及び管轄地域（事務所3件、分室3件）”.   一般社団法人静岡県自動車会議所. 2024年7月22日閲覧。
6. ↑  “住居表示実施状況／浜松市”.   浜松市 (2024年1月4日). 2024年7月22日閲覧。
7. ↑  “学校名から探す／浜松市”.   浜松市 (2024年1月1日). 2024年7月22日閲覧。
8. ↑  “historyofcities.pdf”.   静岡県総務部合併推進室・財団法人静岡県市町村振興協会. 2024年10月11日閲覧。
9. ↑  “解説ページ”.   株式会社エア. 2024年10月4日閲覧。
10. ↑  “入野交番｜静岡県警察”.   静岡県警察 (2024年1月1日). 2024年7月22日閲覧。
11. ↑  “消防署の町別管轄「に」／浜松市”.   浜松市 (2020年3月25日). 2024年7月22日閲覧。